# 李師儒
李師儒（1459年—？），字宗正，直隸高陽縣（今河北省高陽縣）人，民籍，明朝政治人物。

## 生平
成化二十二年（1486年）丙午科順天府鄉試第十九名，弘治三年（1490年）庚戌科三甲進士。考选庶吉士，授翰林院检讨，分侍诸王讲读，六年十月因闹事被废黜为民。
正德初起河南汝州知州，二年調裕州，九年（1514年）任扬州府知府，十二年十一月升山东副使、整饬临清等处兵备，官至山西叅政。

## 家族
曾祖李進；祖父李甫榮，贈主事；父李儼，南京戶部郎中。母郭氏（封安人）。具庆下。